# Elecciones generales de Gabón de 2023
Las Elecciones generales de Gabón de 2023 se celebraron el 26 de agosto de 2023, con el propósito de elegir al Presidente y la Asamblea Nacional. El presidente titular Ali Bongo Ondimba se postuló para la reelección, representando al Partido Democrático Gabonés, que había gobernado el país continuamente desde su independencia de Francia en 1960, incluidos 41 años bajo el padre de Bongo, Omar. 
Bongo fue declarado ganador el 29 de agosto, pero resultado de las elecciones fue anulado tras un golpe de Estado al día siguiente.

## Sistema electoral
El Presidente de Gabón es elegido por un mandato de cinco años en una sola ronda de votación por pluralidad; el candidato que obtenga la mayor cantidad de votos será elegido, independientemente de si dicho candidato obtuvo una mayoría absoluta de votos. Se cree que este sistema es una desventaja para la oposición, que parece tener pocas posibilidades de ganar a menos que se una detrás de un solo candidato.
Los 143 miembros de la Asamblea Nacional son elegidos de circunscripciones uninominales utilizando el sistema de balotaje.

## Antecedentes
El 12 de diciembre de 2022, toda la oposición gabonesa se reunió en Libreville para el inicio de una serie de reuniones con vistas a las elecciones presidenciales y legislativas de 2023. Esta reunión, realizada por iniciativa del partido Unión Nacional, reunió a cincuenta partidos, incluidos líderes de la sociedad civil. La reunión estaba destinada a presionar al gobierno para que reformara el proceso electoral y recordar a las autoridades públicas la necesidad de consultar con la oposición. Para Paulette Missambo, presidenta de la Unión Nacional, hay urgencia de reformas para tener unas elecciones justas.

## Candidatos
19 candidatos presidenciales fueron aprobados por el congreso electoral de Gabón para las elecciones presidenciales de 2023.
| Partido       | Candidato                        |
| ------------- | -------------------------------- |
| RPM           | Hugues Alexandre Barro Chambrier |
| PDG           | Ali Bongo Ondimba (saliente)     |
| FPG           | Gérard Ella Nguéma Mitoghé       |
| Independiente | Jean Delors Biyogué Bi Ntougou   |
| PPG           | Jean Romain Fanguinoveny         |
| PRC           | Thérence Gnembou Moutsona        |
| Independiente | Axel Stophène Ibinga Ibinga      |
| Independiente | Mike Steeve Dave Jocktan         |
| Independiente | Victoire Lasseni Duboze          |
| PSD           | Pierre-Claver Maganga Moussavou  |
| FDR           | Joachim Mbatchi Pambo            |
| Independiente | Abel Mbombe Nzoundou             |
| UN            | Paulette Missambo                |
| MESP          | Jean Victor Mouanga Mbadinga     |
| Independiente | Emmanuel Mvé Mba                 |
| Independiente | Thierry Yvon Michel N'goma       |
| Independiente | Raymond Ndong Sima               |
| Independiente | Albert Ondo Ossa                 |
| Independiente | Gervais Oniane                   |

La campaña electoral se extendió del 11 al 25 de agosto. En particular, estuvo ausente el principal oponente de Ali Bongo en 2016, Jean Ping. Este último renunció a presentarse, denunciando una votación sin garantía de transparencia y sin credibilidad.
El 9 de julio, el presidente saliente Ali Bongo anunció su candidatura por el Partido Democrático Gabonés (PDG). La campaña estuvo dominada por la candidatura de Bongo, considerado favorito frente a una oposición desunida en vista del sistema electoral de una sola ronda. A pesar de la rigidez persistente de uno de sus brazos y piernas como resultado de un accidente cerebrovascular, Bongo llevó a cabo una intensa “gira republicana” por Gabón, multiplicando reuniones y promesas de campaña.
Al frente, la oposición apareció inicialmente desunida, con la participación de Paulette Missambo, de la Unión Nacional (UN) de Alexandre Barro Chambrier, del Rassemblement pour la patrie et la modernité (RPM), y de Raymond Ndong Sima, candidato independiente, los tres considerados sus principales competidores. Sin embargo, la oposición acabó poniendo fin a sus divisiones con el anuncio el 18 de agosto de 2023 de la designación del independiente Albert Ondo Ossa como candidato común de Alternance 2023, la principal plataforma de oposición al gobierno. Esta última reunió entonces a los principales partidos de la oposición, totalizando seis de los diecinueve candidatos en carrera, incluidos los tres favoritos de la oposición, Paulette Missambo, Alexandre Barro Chambrier y Raymond Ndong Sima, que retiraron sus candidaturas. Thérence Gnembou Moutsona, del Partido del Despertar Ciudadano (PRC), y el independiente Mike Jocktane, hicieron lo mismo. Muy crítico de las negociaciones que consideró que carecían de “sinceridad”, el candidato y líder del Partido Socialdemócrata (PSD), Pierre Claver Maganga Moussavou, se negó a retirar su candidatura.

## Desarrollo
Las elecciones se llevaron a cabo en ausencia de medios de comunicación extranjeros, que el gobierno se negó a acreditar o incluso a dejar entrar en el país. El desarrollo de la votación estuvo marcado por la desorganización, ya que ciertos colegios electorales solo se abrieron por la tarde, ocho horas después del horario previsto, debido a retrasos en la entrega de material electoral. Las papeletas a favor del candidato Ondo Ossa faltaban en varios colegios electorales, donde, por el contrario, se encontraban las de los candidatos que habían renunciado a su favor. Esta situación llevó a la oposición a acusar al gobierno de sabotear deliberadamente la organización de la votación con fines de fraude electoral.
El gobierno anunció la restricción indefinida del acceso a Internet y un toque de queda nocturno la noche de las elecciones después del final de la votación. El mismo día, el gobierno suspendió las emisiones de los canales franceses France 24, RFI y TV5Monde.

## Resultados
El órgano electoral nacional anunció el miércoles 30 de agosto que el presidente Ali Bongo Ondimba, que ya estaba en el cargo durante 14 años, ganó la reelección para un tercer mandato con el 64,27 por ciento de los votos.
Según Michel Stephane Bonda, jefe del Centro Electoral de Gabón, Bongo derrotó a su principal competidor Albert Ondo Ossa, que recibió el 30,77 por ciento de los votos, en una sola ronda de votación, mientras que otros 12 candidatos dividieron los votos restantes. La participación electoral fue del 56,65 %.
| Candidato                 | Candidato                       | Partido                   | Votos   | %     |
| ------------------------- | ------------------------------- | ------------------------- | ------- | ----- |
|                           | Ali Bongo                       | PDG                       | 293 919 | 64,27 |
|                           | Albert Ondo Ossa                | A23                       | 140 690 | 30,77 |
|                           | Pierre Claver Maganga Moussavou | PSD                       | 5178    | 1,13  |
|                           | Gervais Oniane                  | UPR                       | 3639    | 0,80  |
|                           | Victoire Lasseni Duboze         | Independiente             | 2198    | 0,48  |
|                           | Emmanuel Mvé Mba                | Independiente             | 1412    | 0,31  |
|                           | Jean Romain Fanguinoveny        | PPG                       | 1272    | 0,28  |
|                           | Jean Delors Biyogué Bi Ntougou  | Independiente             | 1266    | 0,28  |
|                           | Gérard Ella Nguéma              | FPG                       | 1239    | 0,27  |
|                           | Axel Stophène Ibinga Ibinga     | Independiente             | 1124    | 0,25  |
|                           | Abel Mbombe Nzoundou            | Independiente             | 1057    | 0,23  |
|                           | Jean Victor Mouanga Mbadinga    | MESP                      | 1034    | 0,23  |
|                           | Joachim Mbatchi Pambou          | UFC                       | 967     | 0,21  |
|                           | Thierry Yvon Michel N'goma      | Independiente             | 825     | 0,18  |
|                           |                                 |                           |         |       |
| Votos válidos             | Votos válidos                   | Votos válidos             | 457 288 | 95,34 |
| Votos blancos y nulos     | Votos blancos y nulos           | Votos blancos y nulos     | 22 364  | 4,66  |
| Total                     | Total                           | Total                     | 479 652 | 100   |
| Abstención                | Abstención                      | Abstención                | 367 170 | 43,35 |
| Inscritos / participación | Inscritos / participación       | Inscritos / participación | 846 822 | 56,65 |

## Consecuencias
Un golpe de Estado dirigido por el ejército tuvo lugar tras anunciarse el triunfo de Bongo y los resultados de las elecciones fueron anulados.
El golpe de Estado se produjo pocos minutos después de que la reelección de Bongo fuera declarada a las 3:30 a. m. por la comisión electoral gabonesa con el 64,27 % de los votos. Durante un discurso televisado por la mañana desde el Palacio Presidencial de Libreville en el canal estatal Gabón 24, alrededor de una docena de militares anunciaron el fin del régimen existente, con un portavoz militar afirmando estar hablando en nombre de un "Comité para la Transición y la Restauración de las Instituciones", citando un "gobierno irresponsable e impredecible" que había llevado a "una degradación continua de la cohesión social, arriesgando a empujar al país al caos. Anunciaron la anulación de las recientes elecciones, la disolución de las instituciones estatales y el cierre de las fronteras del país. Se informó que el acceso a Internet, que se había cortado desde las elecciones, se había restablecido. Entre los oficiales vistos durante el anuncio se encontraban coroneles del ejército y miembros de la Guardia Republicana.
Tras el anuncio del golpe, estallaron celebraciones en las calles de Libreville y en otras ciudades de todo el país. El puerto de Libreville suspendió sus operaciones.